# Pierre de Savoye
Pour les articles homonymes, voir Savoye.
Pierre de Savoye (né le 12 novembre 1942) est un expert-conseil, professeur et homme politique fédéral du Québec.

## Biographie
Né à Montréal, Pierre de Savoye entame sa carrière politique en servant comme conseiller dans le conseil de la municipalité de Sainte-Pétronille-de-l'Île-d'Orléans de 1976 à 1977. Il devient député du Bloc québécois dans la circonscription fédérale de Portneuf en 1993. Réélu en 1997, il ne se représente pas en 2000.
Durant son passage à la Chambre des communes, il est porte-parole adjoint du Bloc en matière de Défense nationale de 1996 à 1998 et en matière d'Industrie de 1996 à 1997. Il est aussi porte-parole officiel en matière d'Inforoute de 1994 à 1998, d'Autoroute électronique de 1994 à 1996, de Sciences et Technologies de 1996 à 1998, de Ressources naturelles de 1998 à 1999 et de Patrimoine canadien de 1999 à 2000.
Il est également maire de la ville de Portneuf entre 2005 et 2009.